# Tile Ridge
Tile Ridge (englisch; bulgarisch рид Тиле rid Tile) ist ein teilweise unvereister Gebirgskamm von bis zu 240 m Höhe auf Greenwich Island im Archipel der Südlichen Shetlandinseln. In den Dryanovo Heights ragt er 2,4 km südöstlich des Lloyd Hill, 2,5 km nördlich des Triangle Point und 2,3 km westlich des Malamir Knoll auf.
Bulgarische Wissenschaftler kartierten ihn im Zuge von Vermessungen der Tangra Mountains auf der benachbarten Livingston-Insel zwischen 2004 und 2005. Die bulgarische Kommission für Antarktische Geographische Namen benannte ihn 2005 nach der keltischen Stadt Tylis in Thrakien.